# 大柏村
大柏村（おおかしわむら）は、1889年（明治22年）4月1日から1949年（昭和24年）11月3日まで存在した千葉県東葛飾郡の村。
現在の千葉県市川市北東部に当たる地域。

## 歴史

### 村名の由来
旧大野村の｢大｣と旧柏井村の｢柏｣を取って大柏村とした。

### 沿革
- 1889年（明治22年）4月1日 - 大野村、柏井村、奉免村、大町新田が合併し、東葛飾郡大柏村となる。
- 1949年（昭和24年）11月3日 - 市川市に編入、消滅する。

## 現在の町名
おおむね大町、大野町、柏井町、奉免町、南大野に相当する。